# 斯特列洛克湾
斯特列洛克湾（俄语：Залив Стрелок）是彼得大帝湾内东北部的海湾，长12公里，宽15公里，深达46米。在其中，普提雅廷岛是最大的岛，大致将海湾分为相等的两部分，其他的岛还有温科夫斯基群礁、伊列茨基岛、五指海蚀柱等。杜奈、普提雅廷、拉兹博伊尼克、克雷姆、多马什利诺和鲁德涅沃等5个定居点分布在岸边。